# Chigiriki
O chigiriki é uma arma japonêsa. Trata-se de uma madeira sólida ou oca (às vezes de bambu) ou bastão de ferro com um peso de ferro e uma corrente no final, às vezes retrátil. O chigiriki é uma variação mais agressiva da arma parrying kusarigama. Ele pode ser usado para atacar ou embaraçar o adversário, bem como para esquivar dos golpes e capturar ou neutralizar a arma dos adversários.

## Galeria

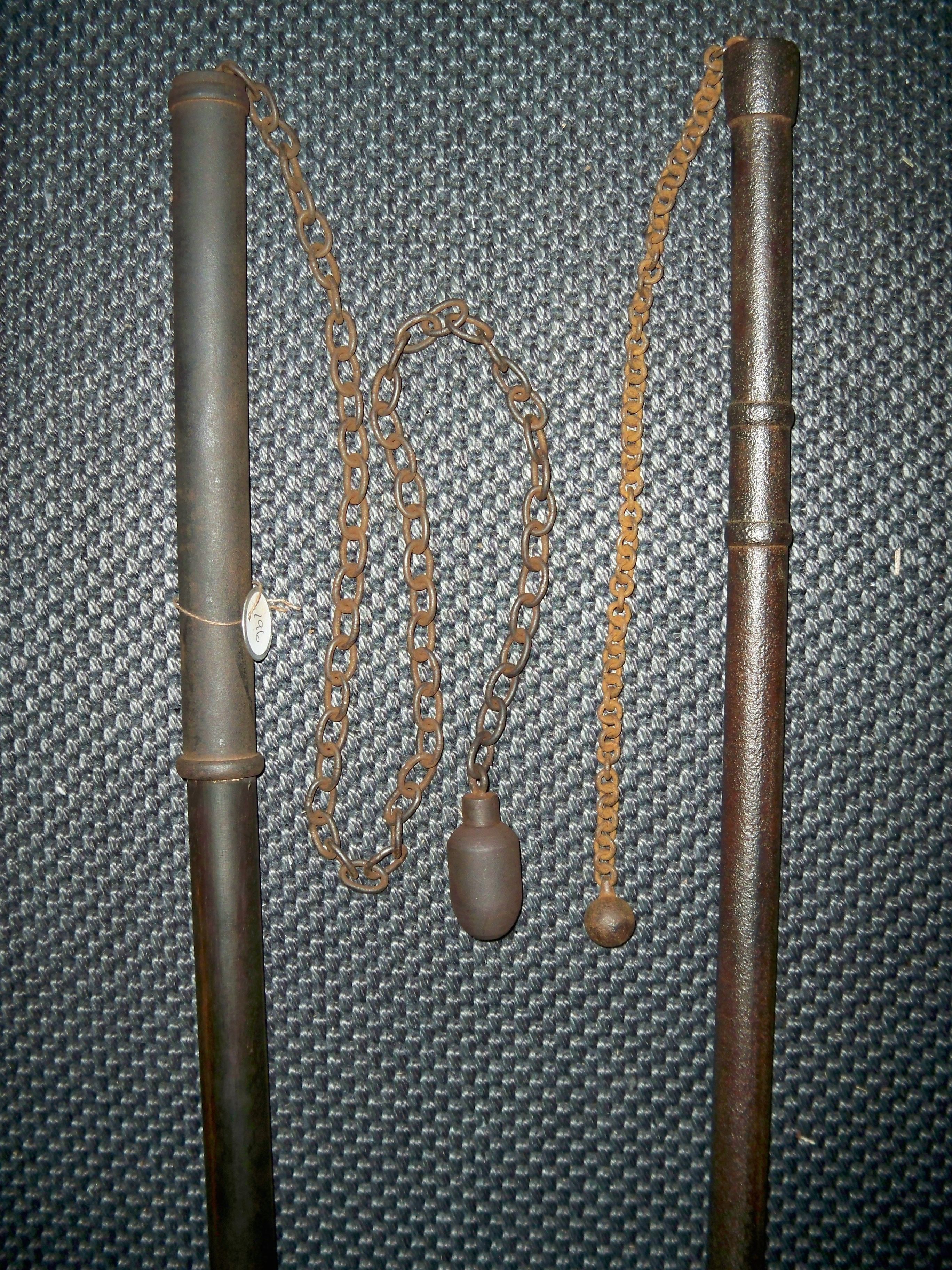
duas chigiriki japonesa, correntes e armas de peso, um com um bastão de ferro oco ou com um pau oco e bastão de ferro.
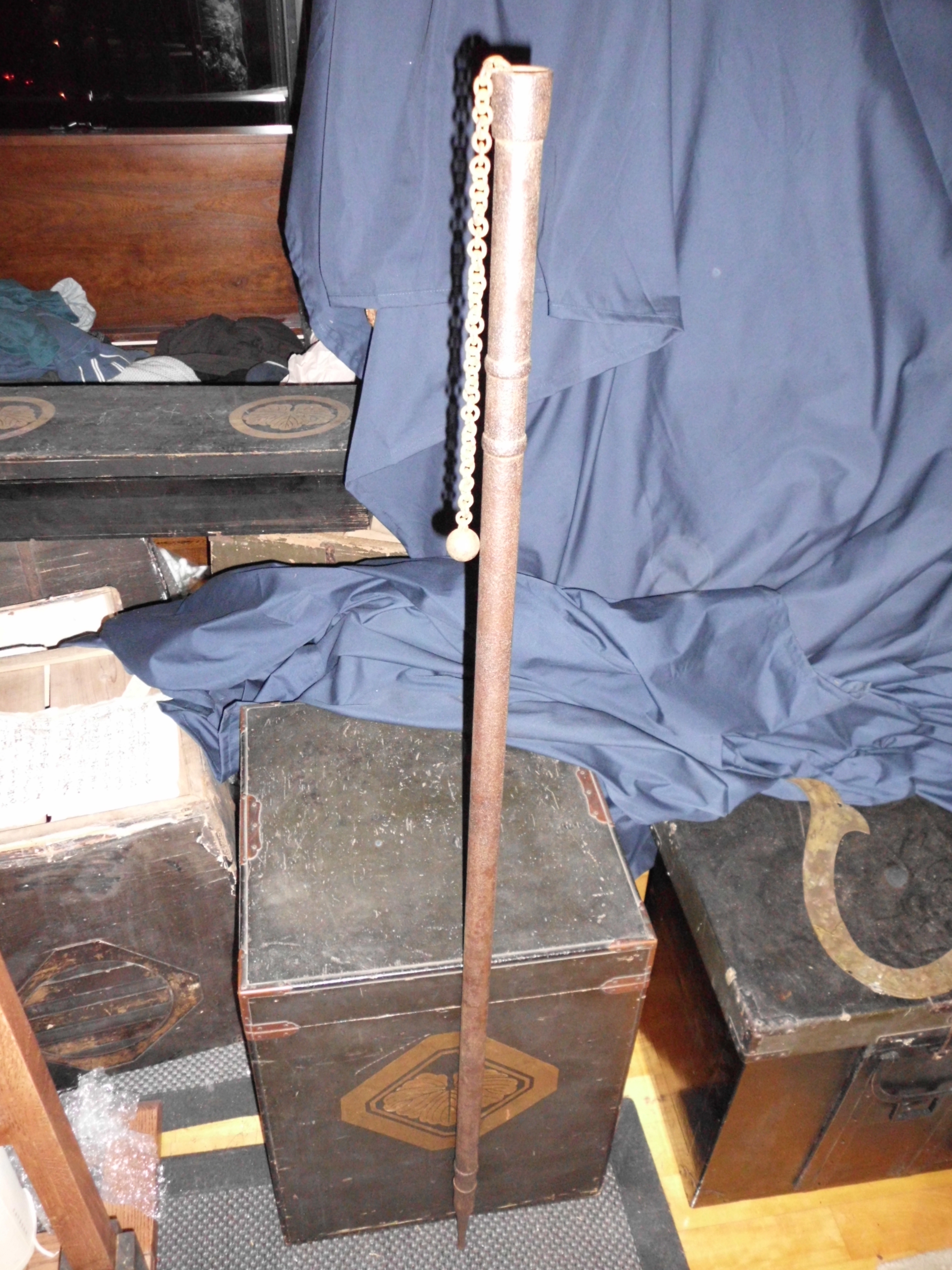
chigiriki tetsu japonês, uma bengala de ferro oco que tem um peso de ferro preso a uma corrente oculta.
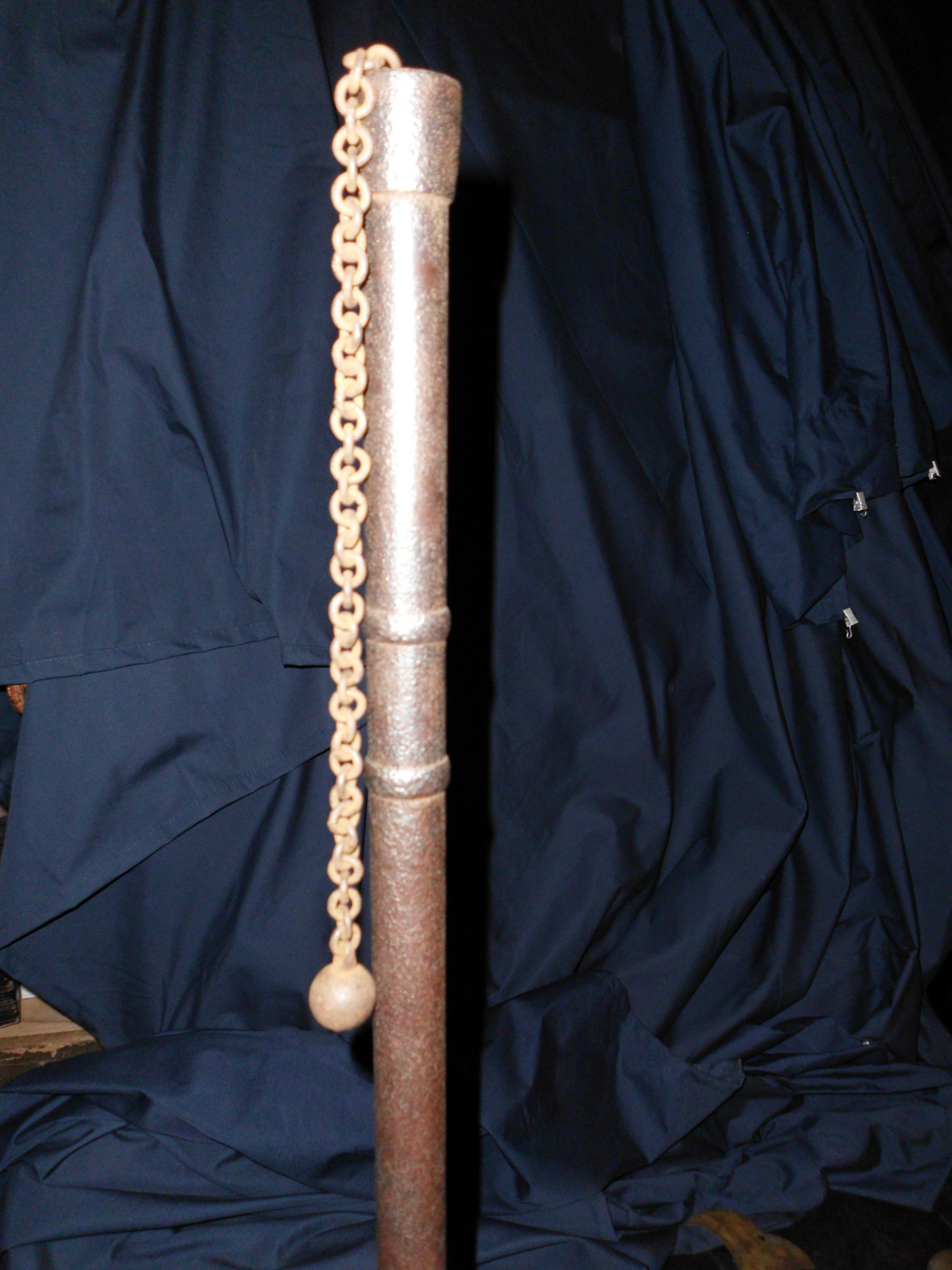
mesma foto do meio, só que mais focalizada.
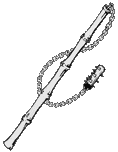
Chigiriki.